# Rosalie Williams
Pour les articles homonymes, voir Williams.
Rosalie Williams, née le 12 juin 1919 et morte le 11 décembre 2009, est une actrice britannique de théâtre et de télévision. 

## Biographie
Elle a été l'inoubliable Mrs Hudson dans la série télévisée Sherlock Holmes de la Granada Television, dédiée au détective de fiction Sherlock Holmes, qui a été interprétée principalement par Jeremy Brett, David Burke et Edward Hardwicke. Elle y interprète la logeuse docile, dévouée et presque maternelle du duo Sherlock Holmes et Docteur Watson au 221B Baker Street. La complicité avec Jeremy Brett provient de leurs débuts au théâtre dans de nombreuses pièces qu'ils ont jouées ensemble.